# Paraonella subantarctica
Paraonella subantarctica är en ringmaskart som beskrevs av Gillet 1999. Paraonella subantarctica ingår i släktet Paraonella och familjen Paraonidae. Inga underarter finns listade i Catalogue of Life.